# Culross Tolbooth

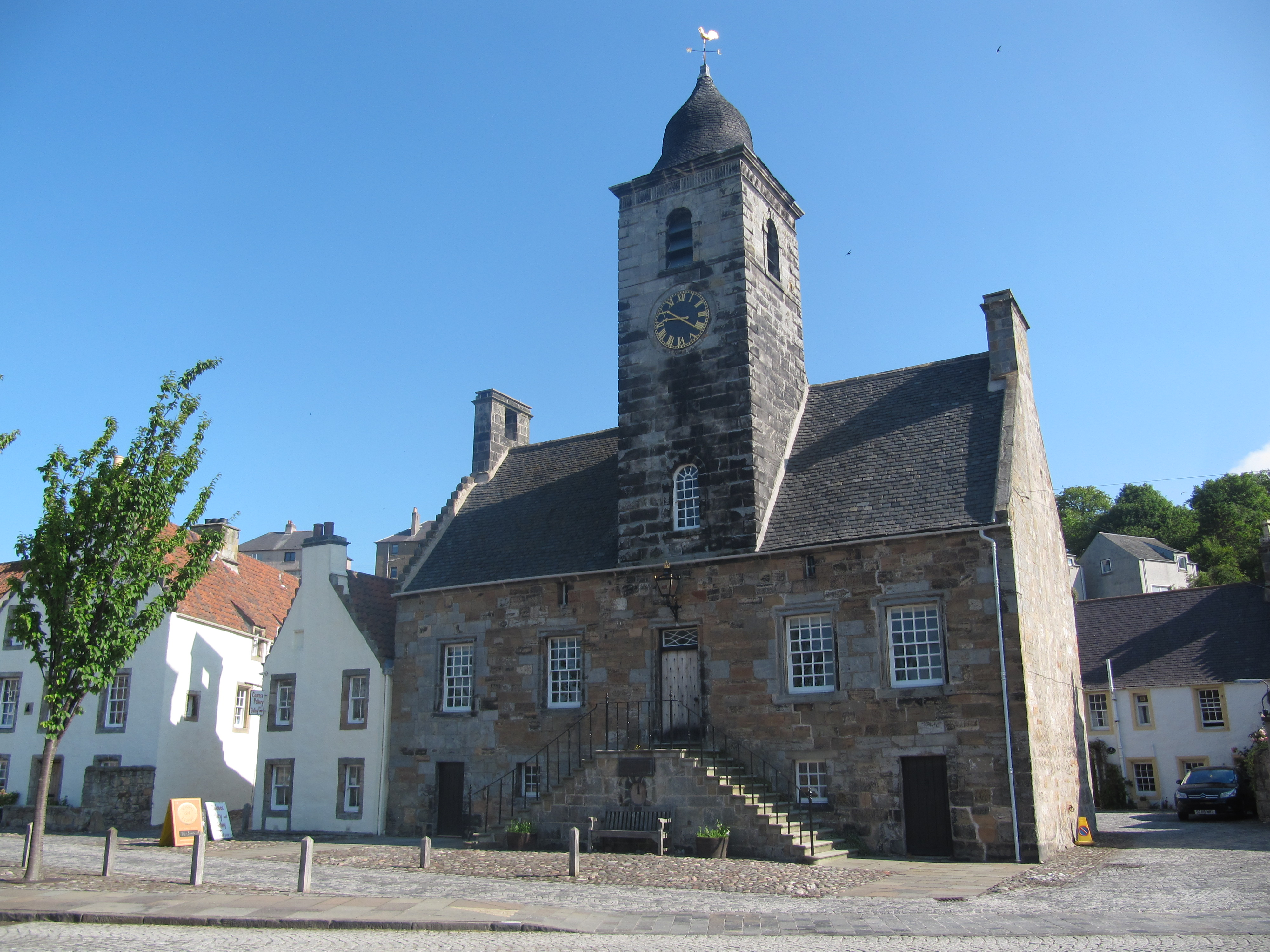
Culross Tolbooth

Die Culross Tolbooth ist die ehemalige Tolbooth der schottischen Ortschaft Culross in der Council Area Fife. 1972 wurde das Bauwerk als Einzeldenkmal in die schottischen Denkmallisten in der höchsten Denkmalkategorie A aufgenommen.

## Geschichte
Im Jahre 1490 wurde Culross in den Stand eines Burgh of Barony gesetzt und 1588 schließlich als Royal Burgh installiert. Zu dieser Zeit wurde in Culross eine Tolbooth errichtet, deren Standort jedoch nicht rekonstruiert werden kann. Sie wurde im Jahre 1626 durch das heutige Gebäude ersetzt. Im Jahre 1783 wurde der Glockenturm ergänzt. Eine Renovierung wurde gegen Ende der 1950er Jahre durchgeführt. Noch bis 1975, als es infolge der administrativen Reorganisation obsolet wurde, diente es als Rathaus. Heute beherbergt die ehemalige Tolbooth das Gemeindezentrum.

## Beschreibung
Die Culross Tolbooth steht im historischen Zentrum und überblickt den Firth of Forth. Die südwestexponierte Hauptfassade des zweistöckigen Gebäudes mit Mansardgeschoss ist fünf Achsen weit. Das Mauerwerk aus Sandsteinquadern ist entlang der rückwärtigen Fassade mit Harl verputzt. Entlang der Fassade geführte Außentreppen führen zu dem Eingangsportal im ersten Obergeschoss. Es schließt mit einem Kämpferfenster. Darüber ist eine Laterne mit Krone installiert, deren Gläser das Wappen Culross’ zeigen. Flankierend sind 24-teilige Sprossenfenster eingelassen, während im Erdgeschoss kleinere, 9-teilige Fenster zu finden sind. Oberhalb des Portals ragt ein Glockenturm mit Turmuhr auf, dessen Öffnungen sämtlich rundbogig ausgeführt sind. Oberhalb von Fries und Kranzgesimse sitzt eine schiefergedeckte geschwungene Haube mit Wetterfahne auf. Im Erdgeschoss führen zwei schlichte Türen ins Innere. Über der linken weist die Inschrift Anno Domini 1626 das Baujahr aus. Das steile abschließende Satteldach ist mit Schiefer eingedeckt und mit schließt mit schlichten Staffelgiebeln.